# 가나자와 문고
가나자와 문고(金沢文庫, かねさわぶんこ、かなざわぶんこ)는 일본 가마쿠라 시대(鎌倉時代) 중기 일본에서 가나자와류 호조 씨(金沢流北条氏) 호조 사네토키(北条実時)가 세운 일본 최고(最古)의 무가문고(武家文庫)이다. 소재지는 일본 가나가와현(神奈川県) 요코하마시(横浜市) 가나자와구(金沢区) 가나자와 정(金沢町)142이다.
가나자와 류 호조 씨가 영지로써 다스렸던, 훗날 그들의 저택 및 보리사(菩提寺)가 되는 쇼묘지(称名寺)를 건립하여 본거지로써 개발하고, 집안의 이름의 유래가 된 땅인 무사시국(武蔵国) 구로사키 군(久良岐郡) 로쿠라 장(六浦荘) 가나가와 향(金沢郷)에 소재하였던 것이 명칭의 유래가 되었다. 오늘날에는 「가나가와 현립 가나가와 문고」(神奈川県立金沢文庫)라는 이름으로 가나가와 현립 역사박물관으로 개장되어 다양한 소장품을 보관 ・ 전시하고 있다.

## 읽는 방법에 대하여
일본어로 「金沢」는 역사적 ・ 관례적으로는 「가네사와」(かねさわ)로 읽으며, 문고가 설립되었던 무렵에는 「가네사와 분코」(かねさわぶんこ) 또는 「가네사와노 후미쿠라」(かねさわのふみくら)로 불렸다. 「가나자와」(かなざわ)라는 독법이 퍼지게 된 것은 에도 시대(江戸時代) 이래의 일로 가가 번(加賀藩)의 가나자와(金沢)가 유명해지면서 「가나자와」라는 독법이 널리 퍼지게 되었으며, 오늘날에는 일본의 공공기관에서도 가나자와 구(金沢区)나 게이힌 급행 전철의 노선역 「가나자와분코 역」(金沢文庫駅) 등으로 읽고 가나가와 현립 가나가와 문고도 똑같이 「가나자와 분코」(かなざわぶんこ)로 읽고 있다.

## 개요

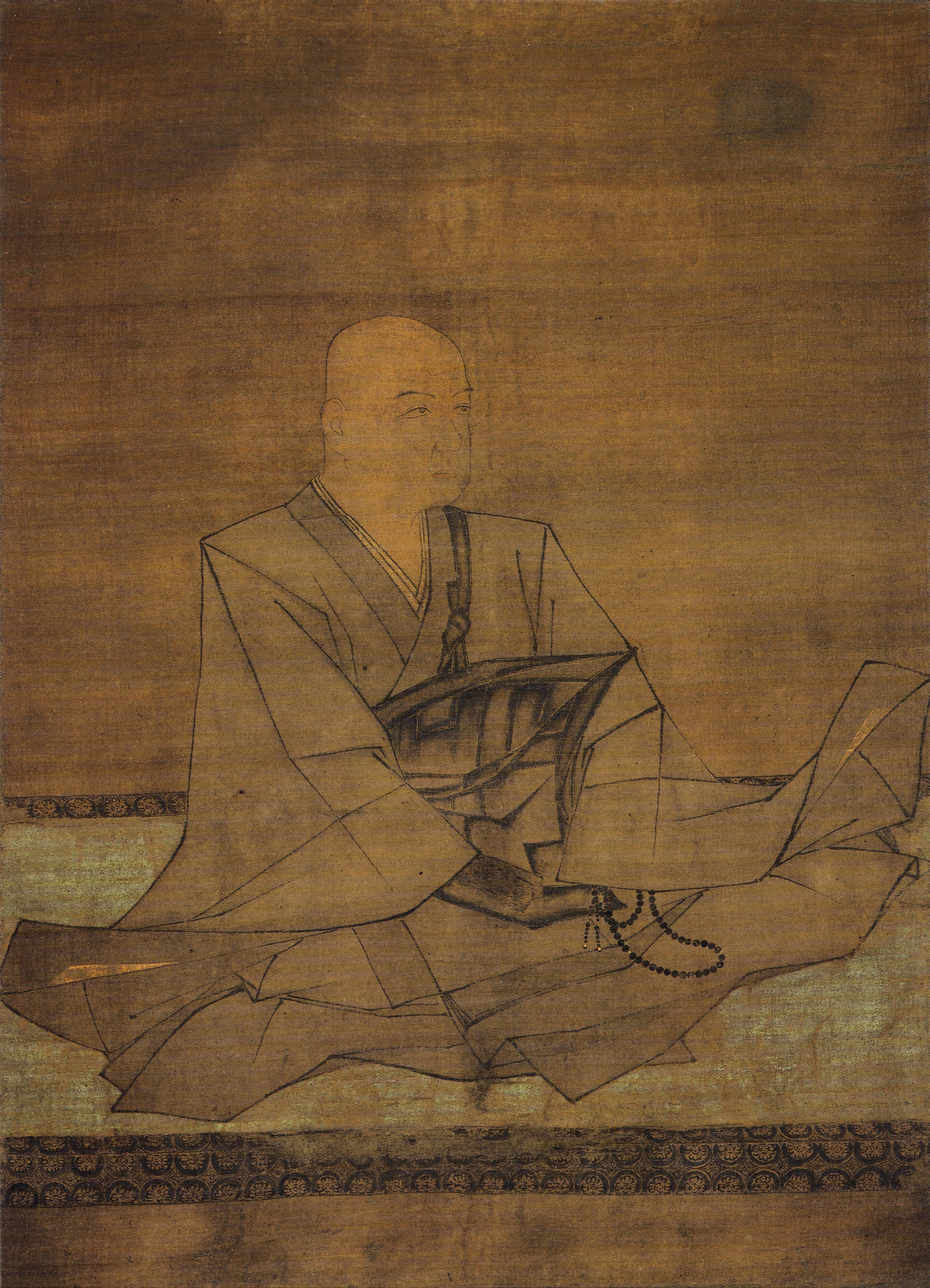
가나자와 문고의 설립자인 호조 사네토키의 초상화. 쇼묘지에 소장되어 있었으며 현재는 가나자와 문고 박물관에서 소장하고 있다.

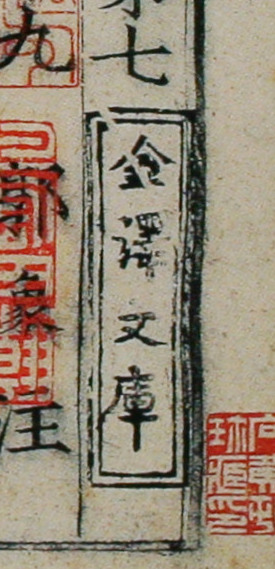
가나자와 문고의 장서인.

가나자와 문고의 성립 시기는 확정할 수 없으나, 대체로 사네토키가 만년에 가나자와 관(金沢館)에 있었던 겐지(建治) 원년(1275년) 무렵일 것으로 추정되고 있다. 호조 사네토키는 명경도(明経道)를 가업으로 하던 기요하라 씨(清原氏)로부터 한문 서적의 훈독법을 배우는 한편으로 적류 계통인 호조 마사무라(北条政村)의 영향으로 교토의 왕조 문화에도 친숙한 문화인이었으며, 가마쿠라를 중심으로 가나자와 가에 필요한 정치, 역사, 문학, 불교 관련 전적이나 기록문서를 수집하고, 이렇게 수집한 서적들을 보관할 서고를 가나자와 향에 지었다.
가나자와 문고는 사네토키의 장서를 모체로 확충되었으며, 가나자와 사다아키(金沢貞顕)가 교토 총독격인 로쿠하라 단다이(六波羅探題)로 임명되어 교토로 부임하였을 때 구게(公家) 사회와도 접근할 필요성이 있었기에 수집한 문헌의 분야도 넓어졌으며, 사다아키는 그 자신도 사본을 작성하여 「선본」(善本)을 수집하는 데에 힘썼다. 또한 사다아키는 보리사인 쇼묘지를 수리하면서 문고가 황폐해진 것을 한탄하는 내용의 문서를 남겼는데, 사네토키를 가나가와 문고의 창건자로 언급한 문서도 발견되었기 때문에 사다아키가 문고의 재건을 행하였을 가능성도 지적되고 있다. 가나자와 씨를 포함하는 호조 씨가 멸망한 뒤에는 쇼묘지가 문고 관리를 넘겨받게 되었는데 당시의 건축물은 현존하지 않고 발굴조사와 당시의 기록으로 그 위치가 추정되고 있을 뿐이다.
무로마치 시대(室町時代)에는 우에스기 노리자네(上杉憲実)가 다시 일으켰다.

## 소장 도서의 산일과 수습
호조 씨가 멸망한 뒤 쇼묘지도 쇠퇴하면서 가나자와 문고도 함께 쇠퇴하였고, 소장되어 있던 장서도 대부분이 유출되어 고호조 씨(後北条氏)나 도쿠가와 이에야스(徳川家康), 마에다 쓰나노리(前田綱紀) 등에게로 넘어가 그들이 소유하게 되었다. 
메이지 시대(明治時代)에 이르러 1897년(메이지 30년)에 이토 히로부미(伊藤博文) 등이 조력하여 가나자와 문고를 부흥시키고 쇼묘지 다이호인(大宝院)의 옛 부지에 문고를 재건하여 옛 장서의 회수도 추진하였다. 하지만 1923년(다이쇼 12년) 간토대지진으로 문고는 다시금 소실되었다. 1930년(쇼와 5년) 8월 9일 일본 도서관령(図書館令)에 기초하여 가나가와 현이 운영하는 일본 최초의 현립 도서관 「가나가와 현립 가나가와 문고」(神奈川県立金沢文庫)로써 문고는 부흥하였다. 1933년(쇼와 8년)에 도서관령이 개정되어 현내 공립도서관 가운데 한 곳을 중앙도서관으로 지정하게 되었는데, 가나가와의 유일한 현립 도서관이었던 가나자와 문고가 가나가와 현의 중앙도서관의 역할을 맡게 되었다.
중앙도서관 시대의 가나자와 문고는 가나가와 현의 향토 자료로써 가나가와 8경(金沢八景)이나 가나가와 현 아래 두었던 역사 기록화(歴史絵)、요코하마 기록화(横浜絵) 등 우키요에(浮世絵)를 수집하고 오늘날에도 2백여 점을 소장하고 있다. 1951년에 박물관법(博物館法)이 공포 ・ 시행되고 1954년에 가나가와 현립 도서관이 세워졌는데, 가나자와 문고는 도서관에서 박물관으로 바뀌게 되어 1955년에 등록박물관이 되었다.
1990년에 신축 관사가 완성되어 오늘날에는 쇼묘지가 소유했던 국보나 중요문화재를 포함한 가마쿠라 시대의 물품들을 중심으로 하는 소장품을 보관하고 전시 공개하는 일본중세역사박물관이 되어 있다. 주요 소장자료(쇼묘지로부터 기탁받은 물품들)로써는 가나자와 호조 씨 역대의 초상화(사다토키 ・ 아키토키顕時 ・ 사다아키貞顕 ・ 사다마사貞将의 초상으로 일본의 국보이다), 고승 닌쇼(忍性)나 신카이(審海)의 초상화, 목조 석가여래입상(木造釈迦如来立像), 목조십대제자입상(木造十大弟子立像), 금동제애염명왕좌상(金銅製愛染明王坐像) 등의 불상, 공예품, 신카이가 지녔던 밀교(密教)의 법구와 고문서 등이 있다.

## 가나가와 현립 가나자와 문고 소장 문화재

### 중요문화재 (일본 정부 지정)
(가나가와 현 소유분)
- 겐슌몬인 주나곤기(建春門院中納言記)
- 무장국학견사미향회도(武蔵国鶴見寺尾郷絵図)

※이밖에 쇼묘지 소유로써 본사에서 가나가와 현 가나자와 문고에 기탁한 문화재도 있다.

## 가나자와 문고에 소장된 한국 서적들
가나자와 문고에 소장된 서적 가운데는 한국의 신라, 고려 시대 불교 전적의 일부(그 가운데는 현재 한국에는 전하지 않는 것도 있다)가 가마쿠라 시대 필사본으로 소장되어 있음이 확인된다. 2017년 6월 23일부터 8월 20일까지 가나가와 현 가나자와 문고에서 가나자와 문고와 한국의 동국대학교 불교문화연구원 HK연구단이 공동 주최한 「안녕하세요, 원효법사: 일본에서 발견한 신라·고려불교」 특별전이 개최되었고, 해당 특별전에서는 처음으로 문고가 소장하고 있던 신라의 고승 원효의 저서 《대승기신론별기》와 《판비량론》, 고려의 보조지눌의 《화엄론절요》(華嚴論節要) 등이 공개 전시되었다. 《대승기신론소별기》의 경우 한국에 남아있는 판본보다 3백 년이 앞선 것으로 확인되며, 가마쿠라 시대의 담예(湛睿, 1271~1346)라는 승려가 필사한 것으로 알려져 있다. 지눌의 《화엄론절요》는 1920년대 화엄 전적을 조사하는 과정에서 처음으로 소재가 확인되었으며, 한국에는 일제강점기 말 1942년 이종익이 일본 유학 도중에 본서를 발견하고 《신불교》 제36호에 "보조국사의 所錄인 <화엄론절요>의 신발견"이란 글을 쓰고, 필사본을 소개하면서 처음 알려지게 됐다. 이후 일본에 유학한 김지견이 이를 재발견하여 다시 국내에 소개하였다.

## 같이 보기
- 모미지야마 문고